# Joe Rodon
Joseph Peter ("Joe") Rodon (Llangyfelach, 22 oktober 1997) is een Welsh voetballer die doorgaans speelt als centrale verdediger. In juli 2024 verruilde hij Tottenham Hotspur voor Leeds United. Rodon maakte in 2019 zijn debuut in het Welsh voetbalelftal.

## Clubcarrière
Rodon kwam in 2005 terecht in de jeugdopleiding van Swansea City. In de eerste helft van het seizoen 2017/18 zat hij eenmaal op de reservebank bij het eerste elftal, maar hij kwam niet aan speeltijd toe. Hierop werd hij in januari 2018 voor een halfjaar op huurbasis gestald bij Cheltenham Town. Bij Cheltenham speelde hij twaalf competitieduels in de League Two. In de zomer van 2018 keerde Rodon terug bij Swansea, dat inmiddels gedegradeerd was naar het Championship. Zijn debuut in het eerste elftal van Swansea maakte de centrumverdediger op 11 augustus 2018, toen door een doelpunt van Jay Fulton met 1–0 gewonnen werd van Preston North End. Rodon mocht van coach Graham Potter in de basis beginnen en hij vormde negentig minuten een centraal duo met Mike van der Hoorn. In november 2018 verlengde Swansea City het contract van Rodon tot medio 2022.
Rodon maakte in oktober 2020 voor een bedrag van circa twaalf miljoen euro de overstap naar Tottenham Hotspur, waar hij zijn handtekening zette onder een verbintenis voor de duur van vijf seizoenen. Zijn eerste twee seizoenen in Londen leverden respectievelijk twaalf en drie competitie-optredens op, waarna hij medio 2022 gehuurd werd door Stade Rennais met een optie tot koop. Deze optie werd niet gelicht en medio 2023 verkaste Rodon opnieuw op huurbasis, nu naar Leeds United. Na zijn terugkeer aan het einde van het seizoen 2023/24 werd zijn verbintenis opengebroken en met een jaar verlengd. Een maand later verkaste Rodon als onderdeel van de transfer van Archie Gray naar Tottenham definitief naar Leeds, waar hij voor vijf seizoenen tekende.

## Clubstatistieken
| Seizoen | Club              | Competitie     | Competitie | Competitie | Beker | Beker | Internationaal | Internationaal | Totaal | Totaal |
| Seizoen | Club              | Competitie     | Wed.       | Dlp.       | Wed.  | Dlp.  | Wed.           | Dlp.           | Wed.   | Dlp.   |
| ------- | ----------------- | -------------- | ---------- | ---------- | ----- | ----- | -------------- | -------------- | ------ | ------ |
| 2017/18 | Swansea City      | Premier League | 0          | 0          | 0     | 0     | —              | —              | 0      | 0      |
| 2017/18 | → Cheltenham Town | League Two     | 12         | 0          | 0     | 0     | —              | —              | 12     | 0      |
| 2018/19 | Swansea City      | Championship   | 27         | 0          | 1     | 0     | —              | —              | 28     | 0      |
| 2019/20 | Swansea City      | Championship   | 21         | 0          | 0     | 0     | —              | —              | 21     | 0      |
| 2020/21 | Swansea City      | Championship   | 4          | 0          | 1     | 0     | —              | —              | 5      | 0      |
| 2020/21 | Tottenham Hotspur | Premier League | 12         | 0          | 2     | 0     | 0              | 0              | 14     | 0      |
| 2021/22 | Tottenham Hotspur | Premier League | 3          | 0          | 3     | 0     | 4              | 0              | 10     | 0      |
| 2022/23 | → Stade Rennais   | Ligue 1        | 16         | 1          | 1     | 0     | 5              | 0              | 22     | 1      |
| 2023/24 | → Leeds United    | Championship   | 46         | 0          | 4     | 0     | —              | —              | 50     | 0      |
| 2024/25 | Leeds United      | Championship   | 0          | 0          | 0     | 0     | —              | —              | 0      | 0      |
| Totaal  | Totaal            | Totaal         | 141        | 0          | 12    | 0     | 9              | 0              | 162    | 1      |

Bijgewerkt op 23 juli 2024.

## Interlandcarrière

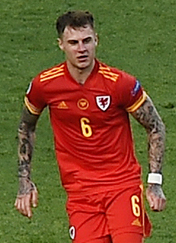
Rodon in het shirt van Wales

Rodon maakte zijn debuut in het Welsh voetbalelftal op 6 september 2019, toen met 2–1 gewonnen werd van Azerbeidzjan. Na een eigen doelpunt van Pavel Paşayev en een gelijkmaker van Mahir Emreli zorgde Gareth Bale in dit duel voor de Welshe zege. Rodon mocht van bondscoach Ryan Giggs in de basis beginnen en hij speelde het gehele duel mee. Rodon werd in mei 2021 door bondscoach Rob Page opgenomen in de selectie van Wales voor het uitgestelde EK 2020. Op het toernooi werd Wales in de achtste finales uitgeschakeld door Denemarken (0–4), nadat het in de groepsfase had gelijkgespeeld tegen Wales (1–1), gewonnen van Turkije (0–2) en verloren van Italië (1–0). Rodon speelde in alle vier wedstrijden mee. Zijn toenmalige teamgenoten Ben Davies, Gareth Bale (beiden eveneens Wales), Toby Alderweireld (België), Pierre-Emile Højbjerg (Denemarken), Harry Kane (Engeland), Hugo Lloris en Moussa Sissoko (beiden Frankrijk) waren ook actief op het EK.
In november 2022 werd Rodon door Page opgenomen in de selectie van Wales voor het WK 2022. Tijdens dit WK werd Wales uitgeschakeld in de groepsfase na een gelijkspel tegen de Verenigde STaten en nederlagen tegen Iran en Engeland. Rodon kwam in alle drie duels in actie. Zijn toenmalige clubgenoten Alfred Gomis (Senegal), Steve Mandanda (Frankrijk), Arthur Theate, Jérémy Doku (beiden België), Lovro Majer (Kroatië), Christopher Wooh (Kameroen) en Kamaldeen Sulemana (Ghana) waren ook actief op het toernooi.
| Interlands van Joe Rodon voor Wales | Interlands van Joe Rodon voor Wales | Interlands van Joe Rodon voor Wales | Interlands van Joe Rodon voor Wales | Interlands van Joe Rodon voor Wales | Interlands van Joe Rodon voor Wales | Interlands van Joe Rodon voor Wales |
| №                                   | Datum                               | Wedstrijd                           | Uitslag                             | Competitie                          | Goals                               |                                     |
| Als speler bij Swansea City         | Als speler bij Swansea City         | Als speler bij Swansea City         | Als speler bij Swansea City         | Als speler bij Swansea City         | Als speler bij Swansea City         | Als speler bij Swansea City         |
| ----------------------------------- | ----------------------------------- | ----------------------------------- | ----------------------------------- | ----------------------------------- | ----------------------------------- | ----------------------------------- |
| 1                                   | 6 september 2019                    | Wales – Azerbeidzjan                | 2 – 1                               | EK 2020 kwalificatie                |                                     |                                     |
| 2                                   | 9 september 2019                    | Wales – Wit-Rusland                 | 1 – 0                               | Vriendschappelijk                   |                                     |                                     |
| 3                                   | 10 oktober 2019                     | Slowakije – Wales                   | 1 – 1                               | EK 2020 kwalificatie                |                                     |                                     |
| 4                                   | 13 oktober 2019                     | Wales – Kroatië                     | 1 – 1                               | EK 2020 kwalificatie                |                                     |                                     |
| 5                                   | 8 oktober 2020                      | Engeland – Wales                    | 3 – 0                               | Vriendschappelijk                   |                                     |                                     |
| 6                                   | 11 oktober 2020                     | Ierland – Wales                     | 0 – 0                               | Nations League 2020/21              |                                     |                                     |
| 7                                   | 14 oktober 2020                     | Bulgarije – Wales                   | 0 – 1                               | Nations League 2020/21              |                                     |                                     |
| Als speler bij Tottenham Hotspur    |                                     |                                     |                                     |                                     |                                     |                                     |
| 8                                   | 12 november 2020                    | Wales – Verenigde Staten            | 0 – 0                               | Vriendschappelijk                   |                                     |                                     |
| 9                                   | 15 november 2020                    | Wales – Ierland                     | 1 – 0                               | Nations League 2020/21              |                                     |                                     |
| 10                                  | 18 november 2020                    | Wales – Finland                     | 3 – 1                               | Nations League 2020/21              |                                     |                                     |
| 11                                  | 24 maart 2021                       | België – Wales                      | 3 – 1                               | WK 2022 kwalificatie                |                                     |                                     |
| 12                                  | 30 maart 2021                       | Wales – Tsjechië                    | 1 – 0                               | WK 2022 kwalificatie                |                                     |                                     |
| 13                                  | 2 juni 2021                         | Frankrijk – Wales                   | 3 – 0                               | Vriendschappelijk                   |                                     |                                     |
| 14                                  | 5 juni 2021                         | Wales – Albanië                     | 0 – 0                               | Vriendschappelijk                   |                                     |                                     |
| 15                                  | 12 juni 2021                        | Wales – Zwitserland                 | 1 – 1                               | EK 2020                             |                                     |                                     |
| 16                                  | 16 juni 2021                        | Turkije – Wales                     | 0 – 2                               | EK 2020                             |                                     |                                     |
| 17                                  | 20 juni 2021                        | Italië – Wales                      | 1 – 0                               | EK 2020                             |                                     |                                     |
| 18                                  | 26 juni 2021                        | Wales – Denemarken                  | 0 – 4                               | EK 2020                             |                                     |                                     |
| 19                                  | 8 oktober 2021                      | Tsjechië – Wales                    | 2 – 2                               | WK 2022 kwalificatie                |                                     |                                     |
| 20                                  | 11 oktober 2021                     | Estland – Wales                     | 0 – 1                               | WK 2022 kwalificatie                |                                     |                                     |
| 21                                  | 13 november 2021                    | Wales – Wit-Rusland                 | 5 – 1                               | WK 2022 kwalificatie                |                                     |                                     |
| 22                                  | 16 november 2021                    | Wales – België                      | 1 – 1                               | WK 2022 kwalificatie                |                                     |                                     |
| 23                                  | 24 maart 2022                       | Wales – Oostenrijk                  | 2 – 1                               | WK 2022 kwalificatie                |                                     |                                     |
| 24                                  | 29 maart 2022                       | Wales – Tsjechië                    | 1 – 1                               | Vriendschappelijk                   |                                     |                                     |
| 25                                  | 5 juni 2022                         | Wales – Oekraïne                    | 1 – 0                               | WK 2022 kwalificatie                |                                     |                                     |
| 26                                  | 8 juni 2022                         | Wales – Nederland                   | 1 – 2                               | Nations League 2022/23              |                                     |                                     |
| 27                                  | 11 juni 2022                        | Wales – België                      | 1 – 1                               | Nations League 2022/23              |                                     |                                     |
| 28                                  | 14 juni 2022                        | Nederland – Wales                   | 3 – 2                               | Nations League 2022/23              |                                     |                                     |
| Als speler bij Stade Rennais        |                                     |                                     |                                     |                                     |                                     |                                     |
| 29                                  | 22 september 2022                   | België – Wales                      | 2 – 1                               | Nations League 2022/23              |                                     |                                     |
| 30                                  | 25 september 2022                   | Wales – Polen                       | 0 – 1                               | Nations League 2022/23              |                                     |                                     |
| 31                                  | 21 november 2022                    | Verenigde Staten – Wales            | 1 – 1                               | WK 2022                             |                                     |                                     |
| 32                                  | 25 november 2022                    | Wales – Iran                        | 0 – 2                               | WK 2022                             |                                     |                                     |
| 33                                  | 29 november 2022                    | Wales – Engeland                    | 0 – 3                               | WK 2022                             |                                     |                                     |
| 34                                  | 25 maart 2023                       | Kroatië – Wales                     | 1 – 1                               | EK 2024 kwalificatie                |                                     |                                     |
| 35                                  | 28 maart 2023                       | Wales – Letland                     | 1 – 0                               | EK 2024 kwalificatie                |                                     |                                     |
| 36                                  | 16 juni 2023                        | Wales – Armenië                     | 2 – 4                               | EK 2024 kwalificatie                |                                     |                                     |
| 37                                  | 19 juni 2023                        | Turkije – Wales                     | 2 – 0                               | EK 2024 kwalificatie                |                                     |                                     |
| Als speler bij Leeds United         |                                     |                                     |                                     |                                     |                                     |                                     |
| 38                                  | 7 september 2023                    | Wales – Zuid-Korea                  | 0 – 0                               | Vriendschappelijk                   |                                     |                                     |
| 39                                  | 11 september 2023                   | Letland – Wales                     | 0 – 2                               | EK 2024 kwalificatie                |                                     |                                     |
| 40                                  | 15 oktober 2023                     | Wales – Kroatië                     | 2 – 1                               | EK 2024 kwalificatie                |                                     |                                     |
| 41                                  | 18 november 2023                    | Armenië – Wales                     | 1 – 1                               | EK 2024 kwalificatie                |                                     |                                     |
| 42                                  | 21 november 2023                    | Wales – Turkije                     | 1 – 1                               | EK 2024 kwalificatie                |                                     |                                     |
| 43                                  | 21 maart 2024                       | Wales – Finland                     | 4 – 1                               | EK 2024 kwalificatie                |                                     |                                     |
| 44                                  | 26 maart 2024                       | Wales – Polen                       | 0 – 0 (4 – 5 n.s.)                  | EK 2024 kwalificatie                |                                     |                                     |

Bijgewerkt op 23 juli 2024.